# هوود ريفير
هوود ريفير، أوريغون
هي مدينة في ولاية أوريغون الأمريكية .

## التركيبة السكانية
حدّد مكتب تعداد الولايات المتحدة بيانات التركيبة السكانية لهوود ريفير في تعداد الولايات المتحدة. في ما يلي، التركيبة السكانية حسب تعدادي 2000 و2010.

### تعداد عام 2000
بلغ عدد سكان هوود ريفير 5,831 نسمة بحسب تعداد عام 2000، وبلغ عدد الأسر 2,429 أسرة وعدد العائلات 1,442 عائلة مقيمة في المدينة. في حين سجلت الكثافة السكانية 665.6 نسمة لكل كيلومتر مربع (1,723.9/ميل2). وبلغ عدد الوحدات السكنية 2,645 وحدة بمتوسط كثافة قدره 301.9 لكل كيلومتر مربع (781.9/ميل2).
وتوزع التركيب العرقي للمدينة بنسبة 80.83% من البيض و0.60% من الأمريكيين الأفارقة و0.99% من الأمريكيين الأصليين و1.15% من الأمريكيين ذوي الأصول الآسيوية و0.19% من سكان جزر المحيط الهادئ و13.58% من الأعراق الأخرى و2.66% من عرقين مختلطين أو أكثر و23.17% من الهسبانيون أو اللاتينيون من أي عرق.
بلغ عدد الأسر 2,429 أسرة كانت نسبة 34.1% منها لديها أطفال تحت سن الثامنة عشر تعيش معهم، وبلغت نسبة الأزواج القاطنين مع بعضهم البعض 44.1% من أصل المجموع الكلي للأسر، ونسبة 11.6% من الأسر كان لديها معيلات من الإناث دون وجود شريك،  بينما كانت نسبة 3.6% من الأسر لديها معيلون من الذكور دون وجود شريكة وكانت نسبة 40.6% من غير العائلات. تألفت نسبة 32.8% من أصل جميع الأسر من عدة أفراد يعيشون في نفس المنزل ونسبة 14.8% كانت تتألف من شخص يعيش بمفرده يبلغ من العمر 65 عاماً أو أكثر. وبلغ متوسط حجم الأسرة المعيشية 2.38، أما متوسط حجم العائلات فبلغ 3.06.
بلغ العمر الوسطي للسكان 33.5 عاماً. وكانت نسبة 26% من القاطنين تحت سن الثامنة عشر، وكانت نسبة 9.6% بين الثامنة عشر والرابعة والعشرين عاماً، ونسبة 32.4% كانت واقعةً في الفئة العمرية ما بين الخامسة والعشرين والرابعة والأربعين عاماً، ونسبة 18.2% كانت ما بين الخامسة والأربعين والرابعة والستين، ونسبة 12.9% كانت ضمن فئة الخامسة والستين عاماً فما فوق. يوجد لكل 100 أنثى 88.1 ذكر، ويوجد لكل 100 أنثى في الثامنة عشر من عمرها فما فوق 87.1 ذكر.
بلغ متوسط دخل الأسرة في المدينة 31,580 دولارًا، أما متوسط دخل العائلة فبلغ 35,568 دولارًا. وكان متوسط دخل الذكور 31,583 دولارًا مقابل 24,764 دولارًا للإناث. وسجل دخل الفرد الخاص بالمدينة 17,609 دولارًا. وكانت نسبة 12.1% من العائلات ونسبة 17.3% من السكان تحت خط الفقر، وكان من هؤلاء نسبة 28.9% تحت سن الثامنة عشر ونسبة 14.3% في الخامسة والستين من العمر وما فوق.

### تعداد عام 2010
بلغ عدد سكان هوود ريفير 7,167 نسمة بحسب تعداد عام 2010، وبلغ عدد الأسر 2,972 أسرة وعدد العائلات 1,728 عائلة مقيمة في المدينة. في حين سجلت الكثافة السكانية 818.2 نسمة لكل كيلومتر مربع (2,119.1/ميل2). وبلغ عدد الوحدات السكنية 3,473 وحدة بمتوسط كثافة قدره 396.5 لكل كيلومتر مربع (1,026.9/ميل2).
وتوزع التركيب العرقي للمدينة بنسبة 86.91% من البيض و0.54% من الأمريكيين الأفارقة و0.56% من الأمريكيين الأصليين و1.52% من الأمريكيين ذوي الأصول الآسيوية و0.08% من سكان جزر المحيط الهادئ و7.41% من الأعراق الأخرى و2.97% من عرقين مختلطين أو أكثر و24.39% من الهسبانيون أو اللاتينيون من أي عرق.
بلغ عدد الأسر 2,972 أسرة كانت نسبة 33.8% منها لديها أطفال تحت سن الثامنة عشر تعيش معهم، وبلغت نسبة الأزواج القاطنين مع بعضهم البعض 43.2% من أصل المجموع الكلي للأسر، ونسبة 11% من الأسر كان لديها معيلات من الإناث دون وجود شريك،  بينما كانت نسبة 4% من الأسر لديها معيلون من الذكور دون وجود شريكة وكانت نسبة 41.9% من غير العائلات. تألفت نسبة 33.4% من أصل جميع الأسر من عدة أفراد يعيشون في نفس المنزل ونسبة 13.8% كانت تتألف من شخص يعيش بمفرده يبلغ من العمر 65 عاماً أو أكثر. وبلغ متوسط حجم الأسرة المعيشية 2.39، أما متوسط حجم العائلات فبلغ 3.12.
بلغ العمر الوسطي للسكان 36.3 عاماً. وكانت نسبة 25.9% من القاطنين تحت سن الثامنة عشر، وكانت نسبة 7.4% بين الثامنة عشر والرابعة والعشرين عاماً، ونسبة 30.5% كانت واقعةً في الفئة العمرية ما بين الخامسة والعشرين والرابعة والأربعين عاماً، ونسبة 23.5% كانت ما بين الخامسة والأربعين والرابعة والستين، ونسبة 12.7% كانت ضمن فئة الخامسة والستين عاماً فما فوق. وتوزع التركيب الجنسي للسكان بنسبة 47.9% ذكور و52.1% إناث.